# Contrepoints
Pour les articles homonymes, voir Contrepoint.
Contrepoints est un média sur internet d'inspiration libérale fondé en 2009. Jusqu'en 2024, il est développé et administré par Liberaux.org, une association loi de 1901, créée en 2002. En 2024, Contrepoints fusionne avec la Lettre des Libertés du think tank libéral Institut de recherches économiques et fiscales (IREF).

## Histoire
Le nom du site est un hommage à la première revue fondée par le philosophe Raymond Aron, Contrepoint, au même nom mais sans s, Aron poursuivant ensuite l'aventure sous un autre titre, Commentaire (revue), tandis que Contrepoint sera poursuivi par Patrick Devedjian avec comme rédacteur en chef Ricardo Paseyro.

### Fondation en mai 1970 de la revue Contrepoint
Contrepoint naît du rapprochement d’un jeune diplômé de Sciences-po, Georges Liébert, avec la mouvance intellectuelle qui fréquente le séminaire hebdomadaire de Raymond Aron, tenu à partir de 1960, qui diffuse auprès "d'un public restreint d’intellectuels le libéralisme singulier de Raymond Aron, un libéralisme politique éloigné des caricatures doctrinaires ou de l’économisme". Sa forme classique est délivrée dans la première moitié des années soixante. En mai 1970 sortait le premier numéro, qui sera d'abord tiré à trois mille exemplaires. Georges Liébert le rédacteur en chef, et Alain-Gérard Slama joue dès le début un rôle important. En 1974 il est rédacteur en chef-adjoint.
Parmi les contributeurs, les trois cofondateurs, Georges Liébert, Patrick Devedjian et Pierre-Marie Dioudonnat, qui se sont connus à Sciences Po, et ont fréquenté selon Georges Liébert le séminaire "Contrepoint, Commentaire", de Raymond Aron à l'École pratique des hautes études,,.
Pierre-Marie Dioudonnat est comme Devedjian un ancien militant d’Occident, futur candidat suppléant du Front national)et Georges Liébert est issu de la mouvance Algérie française la revue Contrepoint
La revue portera ensuite aussi les signatures d'intellectuels d'orientation différence, Emmanuel Berl, Pierre Chaunu, Pierre Boulez, Jean Daniélou, Jacques Ellul, Alfred Fabre-Luce, Marc Fumaroli, Alfred Grosser, Jean Guitton, Emmanuel Leroy-Ladurie, Simon Leys, Alexandre Soljenitsyne, Manes Sperber, Denis de Rougemont, Pierre Nora, et Patrick Modiano. Dans les années qui avaient suivi la création de la revue, les commentaires de la presse de centre-gauche sont plutôt élogieux, même si elle ne partage pas les opinions de la revue.

### En 1973 et 1974, le soutien efficace à Soljénitsyne
En novembre 1973, dans son douzième numéro, quelques mois après un "article prémonitoire de Georges Nivat" et en "anticipant d’un mois" la sortie à Paris en russe de "L’Archipel du Goulag" du dissident Alexandre Soljénitsyne, Contrepoint décide de renforcer son soutien à cette figure de la liberté, un peu avant "le lancement de la grande offensive menée par le PCF", contre lui. Pierre Grémion parle à ce sujet de "la bataille Soljénitsyne à Paris". La revue publie en article d’ouverture un texte d'Alexandre Soljénitsyne, intitulé « Paix et violence, l’hypocrisie de l’Occident», que Georges Liébert s'est procuré auprès d’un journaliste travaillant à L'Express selon qui son journal ne le publie pas.
En février 1974, Contrepoint publie deux autres articles consacrés à la dissidence, dont l'un est signé par un ancien collaborateur de Preuves, Jean Blot, sur la « résistance littéraire » en évoquant Pasternak, Akhmatova, Siniavski et Daniel, et Soljénitsyne décrit dans l'article comme « l’homme des camps ». Dans ce même  numéro de février 1974, le sociologue Georges Friedmann, "s’interroge sur la transmission télévisée d’une pièce de Soljénitsyne" intitulée « Une petite flamme dans la tourmente » et sur le débat qui l'a suivi, opposant Dimitri Panine, ex-compagnon de captivité de Soljénitsyne, réfugié en France, à Pierre Daix, alors en rupture de ban avec le PCF, auteur du livre "Ce que je sais de Soljénitsyne", et Pierre Juquin, qui relaie l’argumentation du PCF, dont il est un dirigeant. Le 12 février 1974, le bannissement de Soljénitsyne joue au sein de la "configuration intellectuelle" française un rôle de « catalyseur idéologique » et la revue trimestrielle Contrepoint « accomplit un travail remarquable de mémoire, d’accueil de l’œuvre et d’intervention politique », contribuant à ce que le philosophe Edgar Morin décrit comme "la ruine de l’ancienne configuration intellectuelle et l’ébauche de la nouvelle", mouvement amorcé en 1973-1975.

### En octobre 1975, le soutien aux révélations sur le maoïsme
En octobre 1975 parait le livre Sept ans dans un camp de travail en Chine, de Jean Pasqualini, révélant son expérience du "goulag" chinois", tandis que la revue libérale Contrepoint, fondée par Patrick Devedjian en mai 1970, peu après son départ du groupuscule Occident, publie les "bonnes feuilles" d'un livre de Simon Leys dénonçant "la fascination des intellectuels français pour la Chine",.
L'article souligne que « le danger aujourd’hui est moins de désespérer Billancourt que de désespérer Tel Quel », référence à l'hostilité de la revue Tel Quel, de Philippe Sollers, à l'origine des "quelques incidents notables avec les maoïstes", à la faculté de Vincennes, où ceux-ci étant venus "détruire les stands" où se vendait le premier livre de Simon Leys en 1971, les mêmes maoïstes étaient venus "distribuer quelques coups de poings" aussi à sa maison d'édition, selon son fondateur Gérard Guégan. Simon Leys s'était aussi plaint des discriminations subies  dans le petit monde de la sinologie française, pour délit de lèse-maoïsme.

### Les liens distants avec Raymond Aron
Selon le journaliste Frédéric Charpier, « en réalité, il n'y aura guère, semble-t-il, de contacts entre la revue et un de ses contributeurs prestigieux, Raymond Aron, à part un dîner au cours duquel Patrick Devedjian lui aurait lancé : "Monsieur Aron, je suis arménien, vous êtes juif, entre métèques, il convient de s'entendre" ». Pour le politiste Gwendal Châton, la revue semble « plus à droite que Raymond Aron lui-même, qui était un libéral réformiste n’hésitant pas à assumer la validité partielle des critiques socialiste et libertaire ».

### L'ascension politique contrariée du cofondateur Patrick Devedjian
Patrick Devedjian prépare au même moment son ascension politique. Cofondateur en 1976 du RPR, dont il rédige les statuts avec Charles Pasqua, il pense succéder à la mairie d'Antony à Georges Suant, un ex-socialiste proche de la retraite, qui fut président du Conseil général puis a fondé un mouvement anti-collectiviste. Il s'en rapproche et ce dernier rejoint le comité central du RPR au titre des personnalités, en février 1977, après avoir perdu son siège de conseiller général en 1976. Mais le mois suivant, la mairie est emportée par un communiste menant une liste d'union de la gauche. Patrick Devedjian échoue aussi l'année suivante à se faire élire député en mars 1978 dans 13e des Hauts-de-Seine, devancé de peu au 1er tour par  le sortant UDF et il devient moins actif au RPR.

### En 1977, Aron quitteLe Figaroet Goerges Liebert quitte 'Contrepoint
En 1977, Raymond Aron quitte Le Figaro, agacé par la politique étrangère des successeurs du Général De Gaulle Raymond Aron, jugée "trop complaisante envers l'URSS".
C'est à la suite d'un différend avec Patrick Devedjian, que l'un des trois cofondateurs, Georges Liebert, quitte « Contrepoint ». Ce dernier situe la fin de la revue à 1976 au lieu de 1977  estime lui aussi que Valéry Giscard d'Estaing ne tient pas ses promesses en matière de libéralisme politique, sujet auquel est attaché Contrepoint. Cela se traduit par un conflit dans l'équipe et le départ dès l'été 1977 de Georges Liebert tandis que le secrétaire général de l'Elysée rencontre Patrick Devedjian, pour tenter de faire de "Contrepoint" un "think-tank" du giscardisme.
Le retrait de Raymond Aron fait dans un secont temps suite à celui de Georges Liebert et entraîne celui de l'ensemble du comité de patronage de Contrepoint. Courant 1977, dès l'automne selon certaines sources, une partie de l'équipe décide de recréer une nouvelle revue trimestrielle, "Commentaire".

### Janvier 1978, premier numéro d'un sérieux rival, "Commentaire"
La décision de fonder la revue est prise un soir de l’hiver 1977-1978 au domicile d’Alain Besançon, rue de Bourgogne, qui reçoit Annie Kriegel, Raymond Aron, Jean Baechler, François Bourricaud, Kostas Papaïoannou et Jean-Claude Casanova et elle est envisagée depuis une conversation de l’automne 1977 entre Raymond  Aron et Jean-Claude Casanova, Aron quittant Le Figaro. Plus précisément, la décision finale aurait été prise dès octobre 1977, dans le climat électoral de 1977-1978, où la droite joue la carte de dénoncer une "hémiplégie intellectuelle" en France,. Le premier numéro de "Commentaire" est publié en janvier 1978, qui s'ouvre par un article de Raymond Aron soulignant les "incertitudes françaises".

### Relance deContrepointpuis revente en 1980 au Club de l'Horloge
Une tentative de relance de Contrepoint est opérée au même moment par Alain-Gérard Slama puis par Ricardo Paseyro puis reprise en 1980 par le  Club de l'Horloge. Le cofondateur et seul propriétaire Patrick Devedjian continua ainsi de publier la revue (dix numéros trimestriels) jusqu'à la mi-1980, sous la conduite d’Alain-Gérard Slama puis de Ricardo Paseyro, cofondateur en février 1978 du Comité des intellectuels pour l'Europe des libertés. Contrepoint est alors plus combatif que son successeur, d'autant que Aron reste conseiller de Barre et avait été le professeur d'Alain Peyrefitte, ministre important de son gouvernement, et menacé par ce nouveau titre concurrent.
Le numéro 34, daté du premier trimestre 1979, comporte en page 107, un article à charge contre Jean-Paul Sartre, présenté comme un "Prix Nobel irascible qui s'est refusé à désespérer Billancourt", l'accusant sans aucune précision d'avoir dissimulé les camps de concentration en URSS, car en parler, "donnerait des armes à la bourgeoisie, au capitalisme et à l'occident" selon cet article qui conclut ironiquement "on se taira donc. Pour ne pas désespérer Billancourt". L'article cite un livre publié en 1975 par André Glucksmann, sans aucune précision non plus mais estimant qu'il traite Sartre avec "une ironie navrée" concernant sa réaction aux "révélations de David Rousset" sur les camps de concentration en URSS en 1949. Plusieurs longs passages de l'article figurent aussi dans "Les Nouveaux primaires", livre publié par Jean-Marie Benoist, en 1978, cofondateur comme [[[Ricardo Paseyro]] du Comité des intellectuels pour l'Europe des libertés et qui devient célébre au même moment par candidature aux législatives face au numéro un du PCF Georges Marchais.
Dans le courant de l'année 1980, Patrick Devedjian décida de céder le titre au Club de l'Horloge,.

## Ligne éditoriale
Contrepoints a pour ambition de couvrir l'actualité « sous un angle libéral », et de représenter « l'ensemble du spectre libéral »,.
Il publie des contributions de nombreux auteurs, libéraux classiques ou « plus radicaux comme les libertariens » : Jacques Garello, Yvon Gattaz, Charles Gave, Daniel Hannan, Xavier Fontanet, Bertrand Lemennicier, Alain Madelin, Philippe Nemo, Yoani Sánchez, Jean-Philippe Delsol ou Guy Sorman. Le site a également proposé des articles d'auteurs climatosceptiques et entend promouvoir une « écologie libérale » avec une intervention « inévitable » mais « limitée » de la puissance publique.
Selon le journaliste Samuel Laurent du Monde, c'est l'un des sites les plus connus du courant philosophique libéral et libertarien et il fait partie des « sites et blogs phares […] pour les libéraux ». D'après Le Monde, Contrepoints compte parmi ses collaborateurs plusieurs anciens de l'Institut de formation politique.
Pour l'Institut Montaigne en 2019, en collaboration avec l'école de journalisme de Sciences Po Paris et le Pew Research Center, Contrepoints fait partie des médias en périphérie des médias mainstream, mais repris par ces médias, avec un tropisme idéologique de droite libérale ; les autres médias les plus proches en sont Atlantico ou Causeur.
Selon Libération en 2012, c'est à la « droitosphère » que le journal appartient. La rédaction du journal a récusé ce dernier qualificatif.

## Financement
La rédaction de Contrepoints précise dans son rapport annuel 2020 que le site a pour sources de revenus les dons de ses lecteurs (92 % dont 82 % de dons inférieurs à 500 €) et la publicité (8 %). Le journal indique aussi qu'il « refuse et refusera toujours les subventions à la presse » par souci d'indépendance.
Le média bénéfice en 2024 d'un financement du projet Périclès du milliardaire Pierre-Édouard Stérin, dans le cadre de sa « bataille culturelle » en faveur de la droite et de l'extrême droite, comme le révèle La Lettre.

## Partenaires
Contrepoints est partenaire de plusieurs magazines, instituts et think tanks libéraux comme l'ALEPS, le Cato Institute, Students for Liberty, la Foundation for Economic Education, l'Institut économique de Montréal, l'Institut économique Molinari, Génération libre présidé par Gaspard Koenig, Audace Institut Afrique, Libre Afrique, l'Institut Coppet et les magazines Québécois libre et Reason.
Contrepoints est membre du syndicat de la presse indépendante d'information en ligne (Spiil).

## Audience
Le site revendique 2 000 000 de visiteurs uniques par mois en 2017. En avril 2022, d'après Similarweb, l'audience de Contrepoint serait plus proche de 800 000 visiteurs.

## Prix
Contrepoints a reçu en 2012 un Templeton Freedom Awards, décerné par l'Atlas Economic Research Foundation, un think tank américain. Ce prix est accompagné d'un chèque de 10 000 dollars.

## Controverse
Contrepoints est mis en cause, comme Le Club de Mediapart, Le Point ou le Huffington Post, pour faire partie des médias en ligne qui ont été approchés par Public Relations Agency, alias Maelstrom Media, une agence de communication spécialisée dans le référencement naturel et le placement d'articles sur Internet, dont les fondateurs sont également les créateurs d'une société française, Avisa Partners, en charge de valoriser les positions de ses clients au travers d'articles publiés en ligne. Fakir précise que la commande de l'agence était de « produire un texte qui ressemble à un vrai article » avec pour méthode de « présenter le sujet de manière neutre en se raccrochant à l'actualité » et de « défendre les intérêts du client ».
Dans une mise au point du 6 juillet 2022, le journal indique : « Il a été porté à notre attention qu’une agence de communication a usurpé l’identité d’inconnus pour faire présenter des articles de commande comme des tribunes. Ces pratiques malhonnêtes ont visé de nombreux journaux, dont Contrepoints. Sur les dizaines de propositions que nous avons identifiées, la grande majorité avait été rejetée par notre rédaction en raison de doutes sur ce sujet. Malheureusement, certaines ont pu tromper notre vigilance. Dès la révélation du caractère intéressé de leur écriture, nous avons retiré les articles. Ce retrait doit s’interpréter comme un refus de principe des articles de commande ».